# Сантијаго Кањизарес
Хосе Сантијаго Кањизарес Руиз (шп. José Santiago Cañizares Ruiz; рођен 18. децембра 1969) бивши је шпански фудбалски голман.
Кањизарез је започео своју каријеру у фудбалској академији Реал Мадрида, проводећи већи део своје младости на позајмици у разним шпанским клубовима. Вратио се у први тим Реал Мадрида где је провео много времена као резерва, пре него што је пребачен у Валенсију 1998. године. Током наредне деценије се појавио у 418 званичних утакмица за клуб, и освојио неколико великих наслова, а то су два Ла Лига првенства и Куп УЕФА 2004.
Дебитовао је са шпанском репрезентацијом 1993. године, играјући укупно 46 утакмица, представљајући репрезентацију у три светска првенства, три европска првенства, и освојеном златном медаљом на Олимпијским играма 1992. године. У 2004. години Петер Шмејхел је рекао да сматра Кањизареза као "најбољег голмана у свету фудбала".

## Клупска каријера
Рођен у Мадриду, али је одрастао у Пуертољану, а своју каријеру је започео у Реал Мадриду 1988. године. у Ц-тиму. Професионалну каријеру је започео са тимовима ФК Елче, Фк Мерида и ФК Селта Виго, док је свој први наступ у Ла Лиги имао са тимом Галиције у сезони 1992/93, где је пропустио само два меча и затим се вратио у Реал Мадрид.
Кањизарез прелази у ФК Валенсију 1998. године као замена за голмана по имену Андони Зубизарета. Он је помогао клубу да освоји Куп Шпаније и шпански суперкуп 1999. године, да двапут за редом дође до финала УЕФА Лиге шампиона (2000. и 2001. године), омогућио је победу на државном првенству 2002. и 2004. године као и освајање УЕФА купа и Суперкупа 2004. Године.
У децембру 2007. године Кањизарез је заједно са саиграчима Мигел Ангел Ангулом и Давид Алдбелдом био одбачен од стране новог менаџера Роналда Кумана, и сва три играча су била ограничена само на тренирање иако су већ одиграли прве четири утакмице за тим. Крајем Априла 2008. године, менаџер Роналд је смењен, а на сцену долази нови менаџер Воро који враћа сва три играча у поставу. 27. априла 2008. године Кањизарез се враћа на терен због повреде оба голмана Тимо Хилдебранда и Хуан Луис Море и тиму доноси победу од 3-0 против Фк Осасуне.
18. маја 2008 Кањизарез пристаје да оконча свој уговор са Валенсијом и напушта клуб, одигравши свој последњи меч против Атлетико Мадрида (3-1). Већ наредног дана је ослобођен, а убрзо након тога, са својих 39 година одлази у пензију оставивши тачно 500 лигашких утакмица иза себе одиграних током две деценије.

## Међународна каријера
Кањизарез је са Шпанском репрезентацијом играо 46 утакмица, а прву је одиграо 17. новембра 1993. године: Зубизарета је искључен у десетом минуту одлучујуће утакмице за квалификацију на ФИФА светско првенство против Данске. Дебитовао је на херојски начин, држећи своју мрежу нетакнуту у победи 1-0 против Данске и тиме је квалификовао Шпанију на светско првенство.
Међутим, Кањизарез је често био други избор, а одиграо је само пет утакмица на великој међународној сцени: једну на светском првенству 1994. године (Зубизарета је имао један меч забране), три утакмица у УЕФА лиги Европе 2000 и једну на светском првенству 2006. године. Био је и члан тима на Европском првенству 1996. године,Светском првенству у фудбалу 1998. и Европском првенству 2004 године, али није играо, јер јер био блокиран од стране Зубизарете у 1990-им, и Икер Касиљаса 2004. године. Једнако је неискоришћен и у освајању злата на летњим олимпијским играма 1992. године у Барселони
Кањизаресов клупски уговор му је осигурало да буде у првој постави на Светском првенству 2002. године, али је пропустио турнир због инцидента који је имао са боцом лосиона после бријања који је резултирао повредом тетиве на стопалу. Он је такође био у Шпанској екипи на ФИФА светском првенству 2006. године што је његов једини наступ на турниру и последњи у својој интернационалној каријери са победом од 1-0 у последњој утакмицом против Саудијске Арабије.

## Статистика каријере

### Клупска
| Клуб          | Сезона        | Лига | Лига | Куп  | Куп  | Европа | Европа | Остало | Остало | Укупно | Укупно |
| Клуб          | Сезона        | Ута. | Гол. | Ута. | Гол. | Ута.   | Гол.   | Ута.   | Гол.   | Ута.   | Гол.   |
| ------------- | ------------- | ---- | ---- | ---- | ---- | ------ | ------ | ------ | ------ | ------ | ------ |
| Кастиља       | 1989–90       | 35   | 0    | ?    | ?    | -      | -      | -      | -      | ?      | ?      |
| Кастиља       | Укупно        | 35   | 0    | ?    | ?    | 0      | 0      | 0      | 0      | ?      | ?      |
| Елче          | 1990–91       | 7    | 0    | ?    | ?    | -      | -      | -      | -      | ?      | ?      |
| Елче          | Укупно        | 7    | 0    | ?    | ?    | 0      | 0      | 0      | 0      | ?      | ?      |
| Мерида        | 1991–92       | 38   | 0    | ?    | ?    | -      | -      | -      | -      | ?      | ?      |
| Мерида        | Укупно        | 38   | 0    | ?    | ?    | 0      | 0      | 0      | 0      | ?      | ?      |
| Селта         | 1992–93       | 36   | 0    | ?    | ?    | -      | -      | -      | -      | ?      | ?      |
| Селта         | 1993–94       | 38   | 0    | ?    | ?    | -      | -      | -      | -      | ?      | ?      |
| Селта         | Укупно        | 74   | 0    | ?    | ?    | 0      | 0      | 0      | 0      | ?      | ?      |
| Реал Мадрид   | 1994–95       | 1    | 0    | 0    | 0    | 2      | 0      | -      | -      | 3      | 0      |
| Реал Мадрид   | 1995–96       | 12   | 0    | 1    | 0    | 1      | 0      | 1      | 0      | 15     | 0      |
| Реал Мадрид   | 1996–97       | 2    | 0    | 0    | 0    | -      | -      | -      | -      | 2      | 0      |
| Реал Мадрид   | 1997–98       | 26   | 0    | 0    | 0    | 6      | 0      | 2      | 0      | 34     | 0      |
| Реал Мадрид   | Укупно        | 41   | 0    | 1    | 0    | 9      | 0      | 3      | 0      | 54     | 0      |
| Валенсија     | 1998–99       | 38   | 0    | 6    | 0    | 10     | 0      | -      | -      | 54     | 0      |
| Валенсија     | 1999–2000     | 23   | 0    | 2    | 0    | 13     | 0      | 2      | 0      | 40     | 0      |
| Валенсија     | 2000–01       | 37   | 0    | 0    | 0    | 18     | 0      | -      | -      | 55     | 0      |
| Валенсија     | 2001–02       | 32   | 0    | 1    | 0    | 8      | 0      | -      | -      | 41     | 0      |
| Валенсија     | 2002–03       | 31   | 0    | 0    | 0    | 13     | 0      | 2      | 0      | 46     | 0      |
| Валенсија     | 2003–04       | 37   | 0    | 0    | 0    | 7      | 0      | -      | -      | 44     | 0      |
| Валенсија     | 2004–05       | 29   | 0    | 0    | 0    | 7      | 0      | 2      | 0      | 38     | 0      |
| Валенсија     | 2005–06       | 36   | 0    | 0    | 0    | 5      | 0      | -      | -      | 41     | 0      |
| Валенсија     | 2006–07       | 32   | 0    | 1    | 0    | 11     | 0      | -      | -      | 44     | 0      |
| Валенсија     | 2007–08       | 10   | 0    | 0    | 0    | 5      | 0      | -      | -      | 15     | 0      |
| Валенсија     | Укупно        | 305  | 0    | 10   | 0    | 97     | 0      | 6      | 0      | 418    | 0      |
| Тотални успех | Тотални успех | 500  | 0    | ?    | ?    | 106    | 0      | 9      | 0      | ?      | ?      |

### Међународна каријера
| Шпанија | Шпанија  | Шпанија |
| Година  | Утакмице | Голови  |
| ------- | -------- | ------- |
| 1993    | 1        | 0       |
| 1994    | 5        | 0       |
| 1995    | 2        | 0       |
| 1996    | 1        | 0       |
| 1997    | 0        | 0       |
| 1998    | 5        | 0       |
| 1999    | 7        | 0       |
| 2000    | 5        | 0       |
| 2001    | 6        | 0       |
| 2002    | 4        | 0       |
| 2003    | 3        | 0       |
| 2004    | 5        | 0       |
| 2005    | 0        | 0       |
| 2006    | 2        | 0       |
| Укупно  | 46       | 0       |

## Трофеји

### Клупска такмичења
Реал Мадрид
- УЕФА Лига шампиона: 1997–98
- Ла лига: 1994–95, 1996–97
- Шпански суперкуп: 1997

Валенсија
- УЕФА куп: 2003–04
- УЕФА суперкуп: 2004
- Ла лига: 2001–02, 2003–04
- Шпански куп: 1998–99, 2007–08
- Шпански суперкуп: 1999; Другопласирани 2002, 2004
- УЕФА Интертото куп: 1998
- УЕФА Лига шампиона: Другопласирани 1999–2000, 2000–01

### Међународна такмичења
Шпанија У16
- УЕФА Европско такмичење У16: 1986

Шпанија У23
- Летње олимпијске игре: 1992

### Индивидуално
- Трофеј Рикарда Заморе: 1992–93 (дељено), 2000–01, 2001–02, 2003–04
- УЕФА тим године: 2001[16]